# Variichthys jamoerensis
Variichthys jamoerensis är en fiskart som först beskrevs av Mees, 1971.  Variichthys jamoerensis ingår i släktet Variichthys och familjen Terapontidae. IUCN kategoriserar arten globalt som sårbar. Inga underarter finns listade i Catalogue of Life.